# Tanytarsus bigibbosus
Tanytarsus bigibbosus är en tvåvingeart som beskrevs av Jean-Jacques Kieffer 1921. Tanytarsus bigibbosus ingår i släktet Tanytarsus och familjen fjädermyggor.
Artens utbredningsområde är Polen. Inga underarter finns listade i Catalogue of Life.